# Ergun

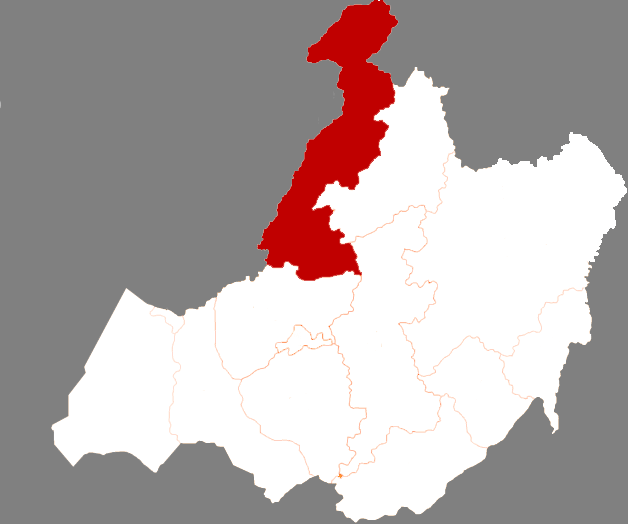
Lage Erguns in Hulun Buir

Ergun (chinesisch 额尔古纳市, Pinyin É'ěrgǔnà Shì; mongolisch ᠡᠷᠬᠥᠨ᠎ᠠ ᠬᠣᠲᠠ Ergün-e qota) ist eine kreisfreie Stadt, die zum Verwaltungsgebiet der bezirksfreien Stadt Hulun Buir im äußersten Nordosten des Autonomen Gebietes Innere Mongolei der Volksrepublik China gehört. Sie hat eine Fläche von ca. 28.000 km² und zählt ca. 90.000 Einwohner (Ende 2004). Ihr Verwaltungsgebiet grenzt im Westen an die Russische Föderation.

## Administrative Gliederung
Auf Gemeindeebene setzt sich Ergun aus zwei Straßenvierteln, drei Großgemeinden, einem Sum und zwei Nationalitätengemeinden zusammen. Diese sind:
| Straßenviertel Labdalin (拉布达林街道); Straßenviertel Shangkuli (上库力街道); Großgemeinde Engh Had (恩和哈达镇); Großgemeinde Heishantou (黑山头镇); | Großgemeinde Moridaga (莫尔道嘎镇); Sum Mengwu Xiboge (蒙兀室韦苏木); Gemeinde Engh der Russen (恩和俄罗斯族乡); Gemeinde Sanhe der Hui (三河回族乡). |

Auf dem Territorium von Ergun liegen außerdem vier Staatsfarmen:
- Staatsfarm Labdalin (拉布大林农场);
- Jinlai-Agrar- und Weidefarm Sanhe (三河金騋农牧场);
- Staatsfarm Shangkuli (上库力农场);
- Staatsweide Suqin (苏沁牧场).